# ウィーラー郡 (テキサス州)
ウィーラー郡（ウィーラーぐん、英: Wheeler County）は、アメリカ合衆国テキサス州の北部に位置する郡である。2010年国勢調査での人口は5,410人であり、2000年の5,284人から2.4%増加した。郡庁所在地はウィーラー市（人口1,592人）であり、同郡で人口最大の町はシャムロック（人口1,910人）である。ウィーラー郡は州内に30ある禁酒郡（ドライ）の1つである。公式には1876年に設立され、郡名はテキサス州最高裁判所の主席判事だったロイヤル・タイラー・ウィーラーに因んで名付けられた。
ウィーラー郡歴史博物館であるパイオニア・ウェスト博物館はシャムロック市のアメリカ国道83号線外れにある。

## 歴史
1876年、テキサス州議会がウィーラー郡を創設した。1879年、モビーティーが郡庁所在地に指名された。モビーティーは当時「スウィートウォーター」と呼ばれていたが、アビリーンの西にあるノーラン郡の郡庁所在地であるスウィートウォーターと混同されるべきではないとされた。1880年に地元で切り出された材料を使って石造りの郡庁舎が建設されたが、1888年に木造のものに置き換えられた。1908年にはウィーラーの町が郡庁所在地に指名された。木造の郡庁舎が現在の位置に移転されたが、1925年の資金を問うた住民投票の結果、現在の構造に置き換えられた。元の建物は保安官のライリー・プライスに売却され、プライスはそれを一旦解体し、その材料を近くの自分の牧場の納屋建設に使った。現在の郡庁舎はシャムロックのE・H・イーズが設計し、地元の建設会社ヒューズ・アンド・キャンベルが建設した。ギリシャ復古調建築の特徴であるパラディアン様式の窓とコリント式の柱列を備えている。

## 地理
アメリカ合衆国国勢調査局に拠れば、郡域全面積は915平方マイル (2,370 km2)であり、このうち陸地914平方マイル (2,367 km2)、水域は1平方マイル 2.6 km2)で水域率は0.12%である。

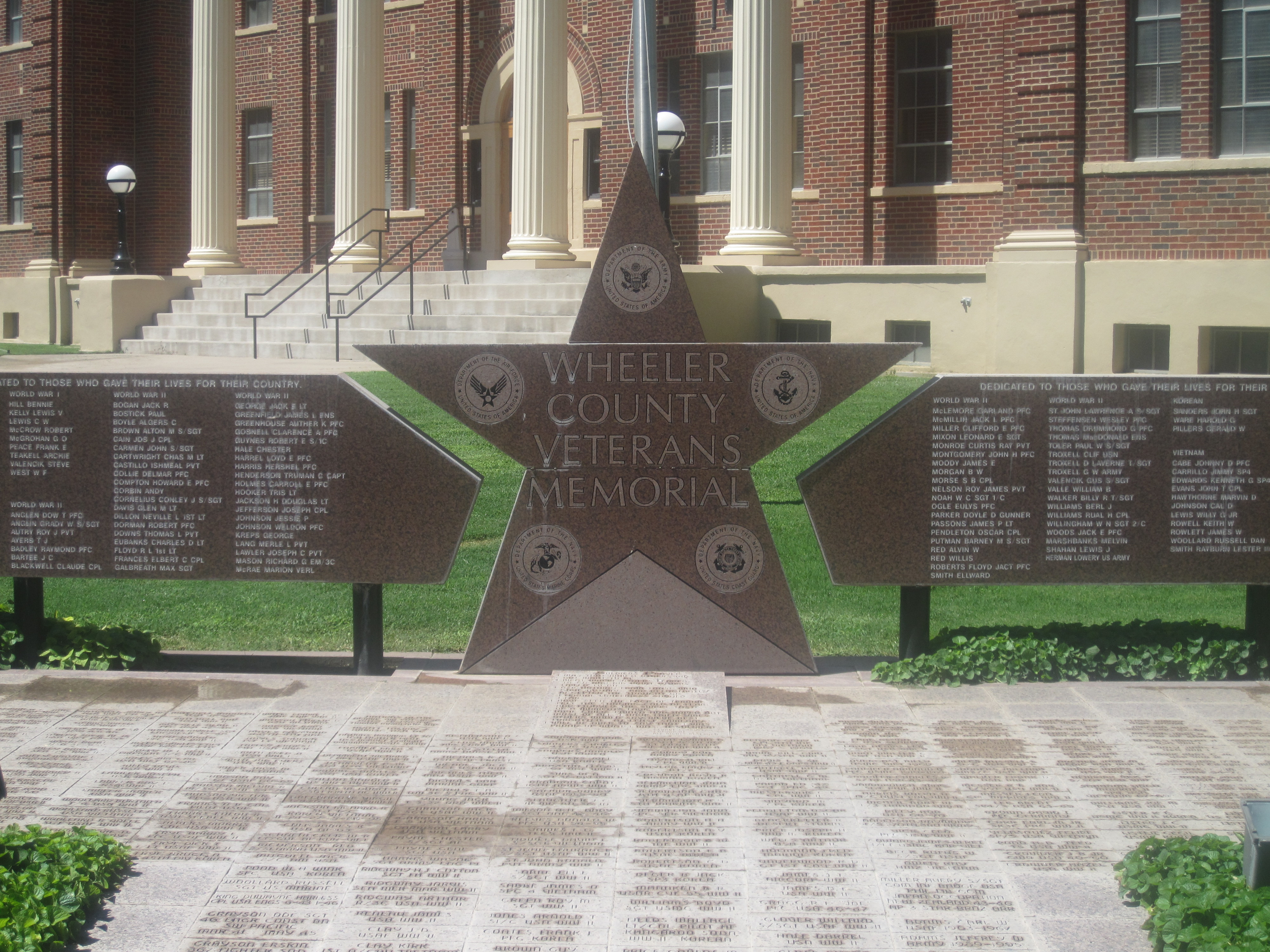
ウィーラー郡退役軍人記念碑

### 主要高規格道路
- 州間高速道路40号線
- アメリカ国道83号線
- テキサス州道152号線

### 隣接する郡
- ヘンフィル郡 - 北
- ロジャーミルズ郡 (オクラホマ州) - 北東
- ベッカム郡 (オクラホマ州) - 東
- コリングズワース郡 - 南
- グレイ郡 - 西

## 人口動態

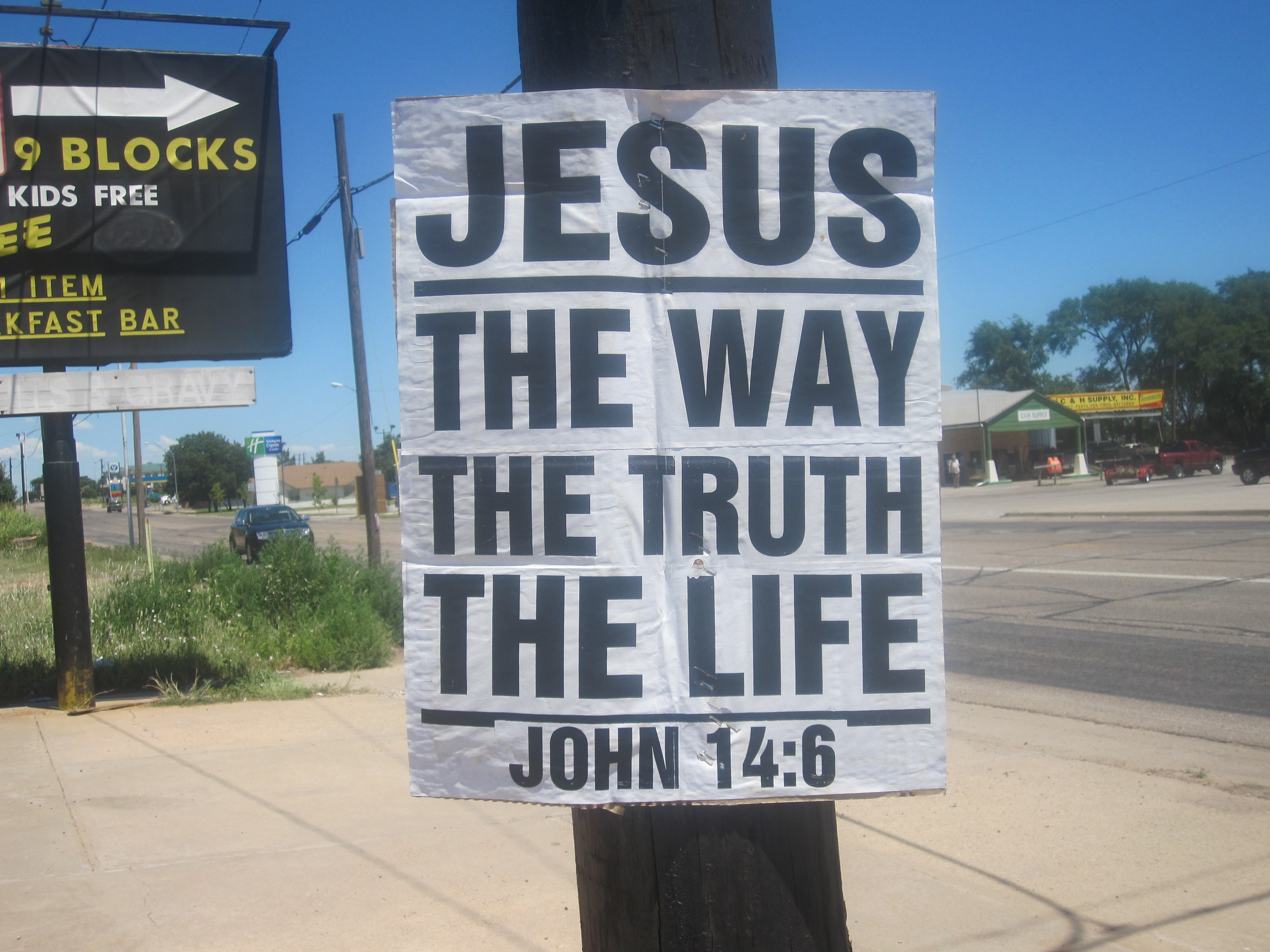
ヨハネによる福音書14-6の表示、アメリカ国道66号線沿い

以下は2000年の国勢調査による人口統計データである。
| 基礎データ - 人口: 5,284人 - 世帯数: 2,152 世帯 - 家族数: 1,487 家族 - 人口密度: 2人/km2（6人/mi2） - 住居数: 2,687軒 - 住居密度: 1軒/km2（3軒/mi2） 人種別人口構成 - 白人: 87.83% - アフリカン・アメリカン: 2.78% - ネイティブ・アメリカン: 0.78% - アジア人: 0.55% - 太平洋諸島系: 0.08% - その他の人種: 6.64% - 混血: 1.34% - ヒスパニック・ラテン系: 12.57% 年齢別人口構成 - 18歳未満: 24.9% - 18-24歳: 6.5% - 25-44歳: 22.5% - 45-64歳: 25.2% - 65歳以上: 20.9% - 年齢の中央値: 42歳 - 性比（女性100人あたり男性の人口） - 総人口: 92.0 - 18歳以上: 87.4 | 世帯と家族（対世帯数） - 18歳未満の子供がいる: 29.6% - 結婚・同居している夫婦: 58.0% - 未婚・離婚・死別女性が世帯主: 7.7% - 非家族世帯: 30.9% - 単身世帯: 29.1% - 65歳以上の老人1人暮らし: 16.9% - 平均構成人数 - 世帯: 2.39人 - 家族: 2.94人 収入と家計 - 収入の中央値 - 世帯: 31,029米ドル - 家族: 36,989米ドル - 性別 - 男性: 26,790米ドル - 女性: 19,091米ドル - 人口1人あたり収入: 16,083米ドル - 貧困線以下 - 対人口: 13.0% - 対家族数: 11.6% - 18歳未満: 13.3% - 65歳以上: 16.8% |

## 都市と町
- アリソン、未編入領域
- ブリスコ、未編入領域
- ケルトン、未編入領域
- モビーティー、都市、人口101人
- シャムロック、都市、人口1,910人
- トウィッティ、未編入領域
- ウィーラー、都市、人口1,592人 - 郡庁所在地